# Baccha laphrieformis
Baccha laphrieformis   (лат.) — вид мух-журчалок из подсемейства Syrphinae.

## Описание
Тела имаго  10—11,5 мм. Нижняя часть лба с крупным блестяще-чёрным голым пятном. Верхняя часть лба в серебристо-сером налёте. Щёки и глазковый треугольник, среднеспинка и щиток чёрные. Бока груди с беловато-бронзовом налёте. Ноги жёлтые. Тазики и вертлуги средней и задней пары ног тёмно-буре или чёрные. Крылья немного затемнённые. Головка жужжалец жёлтая, стебелёк — чёрный. Первый и второй тергиты брюшка полностью чёрные. Третий тергит с жёлтыми пятнами у основания. Четвёртый тергит с широкой перевязью по переднему краю.

## Распространение
В России этот вид встречается в Амурской области и в южной части Приморского края. Также вид встречается в Японии и Кореи.